# Instituto Histórico e Geográfico do Rio Grande do Sul
O Instituto Histórico e Geográfico do Rio Grande do Sul (IHGRGS) é uma instituição privada sem fins lucrativos com sede em Porto Alegre, fundada em 5 de agosto de 1920, cujo objetivo é promover e divulgar a produção de conhecimento, principalmente centrado no Estado do Rio Grande do Sul. Passou por diversos locais até ocupar o edifício atual no centro da capital gaúcha, inaugurado em 25 de março de 1972. A sede atual do IHGRGS conta com uma sala de pesquisa, a Biblioteca Tomás Carlos Duarte, uma sala de arquivos, a biblioteca geral, a mapoteca e um auditório com capacidade para 150 pessoas.
Possui dois grandes acervos bibliográficos em sua sede (cerca de 150 mil volumes ao todo), que tratam principalmente da História e da Geografia do Estado, bem como antropologia, paleontologia e folclore. Em 2003, o Instituto iniciou a informatização de sua biblioteca.
O IHGRGS, até a década de 1950, foi a principal instituição produtora e difusora do conhecimento histórico no Estado, mais até que a Universidade Federal do Rio Grande do Sul (UFRGS). Foi nas décadas de 1930 e 1940 que o IHGRGS atingiu seu auge, com a comemoração do centenário farroupilha e a realização de congressos históricos do Rio Grande do Sul. A partir de meados da década de 1940, porém, ocorre uma divisão entre membros que defendiam uma renovação do modelo historiográfico e os que se mantinham fiéis a um recorte mais político e militar. A partir daí o Instituto vai perder a hegemonia na produção histórica gaúcha.
A Revista do Instituto Histórico e Geográfico do Rio Grande do Sul foi publicada trimestralmente de forma ininterrupta de 1921 a 1950, ressurgindo em 1975; atualmente, integra o sistema de revistas acadêmicas da UFRGS e tem publicação semestral.

## Antecedentes
Boa parte do debate político na Província de São Pedro do Rio Grande do Sul durante a primeira metade do século XIX estava concentrado na imprensa, que circulava pela cidade de Porto Alegre e pelo interior, ideais geralmente alinhados a algum dos partidos em voga. Mesmo que produzido por intelectuais na imprensa, havia circulação desses debates entre a população geral.
Já no âmbito histórico, desde a criação do Instituto Histórico e Geográfico Brasileiro, em 1838, havia o interesse de expandir os centros de estudo pelo país, a fim de incorporar as províncias na criação de uma narrativa oficial da história do império. Ainda que o IHGRGS só viesse a surgir no século XX, foi precedido por outras tentativas de fundação de centros de estudos que congregassem intelectuais na província e se realizassem estudos que orientassem uma narrativa oficial para a mesma.

### Instituto Histórico e Geográfico da Província de São Pedro (IHGPSP)

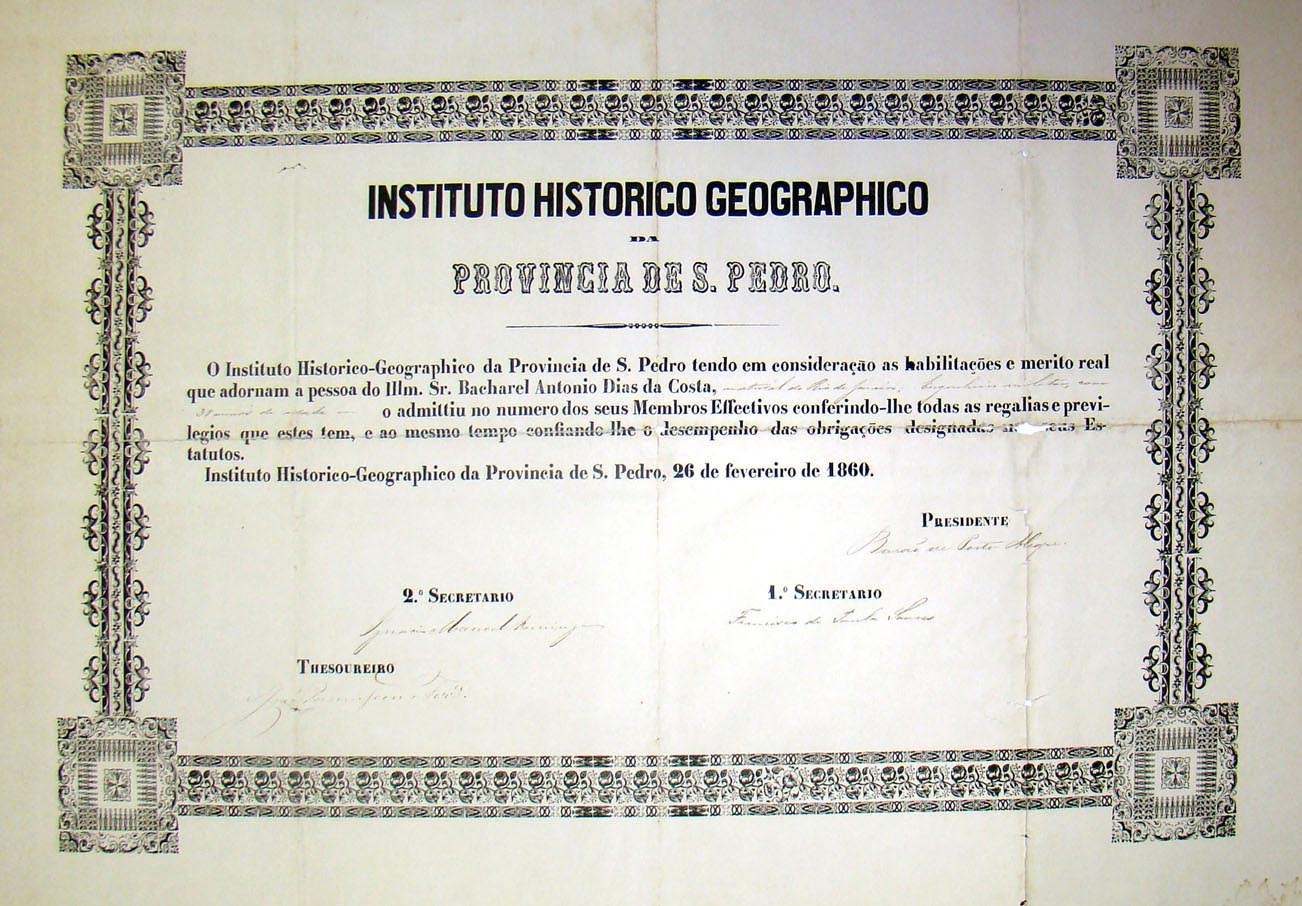
Diploma de membro do Instituto no ano de 1860.

Na esteira da criação do IHGB, há uma tentativa de fundação de uma instituição congênere na Província de São Pedro do Rio Grande do Sul, em 1854. A partir do governo provincial, elege-se para diretoria o Visconde de Sinimbu, à época presidente da província e sócio do IHGB desde 1840, e como vice-presidente Manuel Marques de Sousa, Barão de Porto Alegre. O primeiro entre os Institutos Históricos e Geográficos regionais, esse IHGPSP deve duração efêmera devido ao afastamento de Sinimbu do cargo público.
Em 1860, é retomada a iniciativa de criação de uma filial provincial do IHGB. A segunda iteração do IHGPSP nasce também ligada ao governo provincial, sendo o presidente à época, Joaquim Antão Fernandes Leão, eleito sócio efetivo da instituição. Desta vez, com a publicação da revista e um corpo maior de sócios pesquisadores, a atuação do IHGPSP passava pelos estudos da história provincial a ser inserida dentro do contexto nacional promovido pelo IHGB desde os anos de 1840.

### Sociedade Partenon Literário
Em 1868, foi fundada a Sociedade Parthenon Litterario em Porto Alegre, uma associação literária que surge em um momento de grandes debates entre os intelectuais, incluindo os desdobramentos da Guerra do Paraguai e as discussões no movimento abolicionista. Além de fomentar trocas intelectuais entre letrados na antiga Província de São Pedro, como debates, publicações, seminários e outras atividades, o Parthenon Litterario foi uma das primeiras agremiações a promover uma espécie de regionalismo na província, ao buscar a exaltação da figura do gaúcho farroupilha, que viria a influenciar outros grupos que surgem no século XX.
Os participantes do Parthenon Litterario eram homens com um nível de instrução que diferia do restante da população, em geral, analfabeta, e buscavam, através desse espaço de construção de códigos culturais, a formação de um determinado ideal de sociedade alinhado ao progresso e à modernidade. Isso se reflete nas atividades desenvolvidas pelo grupo, entre elas a escola noturna, os seminários e, especialmente, a Revista Mensal da Sociedade Parthenon Litterario. Devido ao caráter progressista, entre as bandeiras debatidas nas Revista e em outras publicações constavam questões voltadas à abolição da escravatura, a emancipação feminina no contexto imperial e pautas alinhas ao republicanismo.

## Membros
Os sócios fundadores do IHGRGS foram:
Efetivos
- Aquiles Porto-Alegre, professor;
- Adroaldo Costa, advogado;
- Alfonso Aurélio Porto, jornalista;
- Afonso Guerreiro Lima, professor;
- Alberto Juvenal do Rego Lins, advogado;
- Alfredo Clemente Pinto, professor;
- Amaro Augusto da Silveira Batista, engenheiro;
- Antão Gonçalves de Faria, engenheiro;
- Armando Dias de Azevedo, advogado;
- Arthur Candal, professor;
- Augusto Daisson, jornalista;
- Benjamin Flores, jornalista;
- Carlos Teschauer, padre;
- Delfino Marques Riet, estancieiro;
- Eduardo Mafra Duarte, médico;
- Emílio Fernandes de Souza Docca, militar;
- Florêncio Carlos de Abreu e Silva, advogado;
- Francisco Antonino Xavier e Oliveira, advogado;
- Fancisco de Leonardo Truda, jornalista;
- Francisco Rodolfo Simch, advogado;
- João Baptista Hafkemeyer, padre;
- João Bittencourt de Menezes, jornalista;
- João Cândido Maia, jornalista;
- João Pinto da Silva, escritor;
- José Paulo Ribeiro, notário;
- José Zeferino da Cunha, advogado;
- Lindolfo Collor, jornalista;
- Luiz Mariano da Rocha, monsenhor;
- Manoel Theóphilo Barreto Vianna, militar;
- Manuel Joaquim de Faria Correa, professor;
- MIguel José Pereira, militar;
- Olavo Franco de Godoy, advogado;
- Oscar Miranda, militar;
- Otávio Augusto de Faria Correa, professor;
- Protásio Antônio Alves, médico;
- Roberto Landell de Moura, padre[nota 1];
- Roque Olveira Callage, jornalista;

Correspondentes
- Alcides de Mendonça Lima, advogado;
- Alcides Maya, jornalista;
- Alfredo Álvaro Maciel Moreira, advogado;
- Alfredo Ferreira Rodrigues, jornalista;
- Alfredo Varella; advogado;
- Álvaro Batista, médico;
- Augusto Porto Alegre, jornalista;
- Demétrio Ribeiro, advogado;
- Fernando Luiz Osório Filho, advogado;
- Homero Batista, advogado;
- João da Silva Belém, jornalista;
- Joaquim Francisco de Assis Brasil, advogado;
- José Vieira de Rezende e Silva, advogado;
- Leopoldo Cruz de Freitas, advogado;

Honorário
- Augusto Borges de Medeiros, advogado[nota 2];

## Acervos e recursos de pesquisa
O acervo do Instituto Histórico e Geográfico do Rio Grande do Sul é diverso, contando com diferentes suportes, entre bibliográfico, documental, iconográfico e tridimensional. O acesso é livre a grande parte dos materiais, feito após o preenchimento de uma ficha com os dados do pesquisador e o pagamento de uma taxa de pesquisa. A realização de registro fotográfico é permitida, sendo possível também solicitar cópias digitalizadas mediante pagamento. Parte do acervo também encontra-se digitalizado no site do IHGRGS.

### Biblioteca
A biblioteca do IHGRGS possui um expressivo volume exemplares, entre 100 e 150 mil títulos, do quais cerca de 22 mil já estão processados em catálogo, através do sistema de Classificação Decimal Universal. Formada, em grande parte, por doações - recebendo inclusive bibliotecas particulares inteiras - o acervo bibliográfico do Instituto encontra-se em processo de reorganização, entre os setores de material geral, de "Coleções Pessoais". e da "Coleção de Obras Raras". Destaca-se, entre as coleções pessoais, o acervo da professora Sandra Pesavento, doado pela família ao Instituto em 2014 e em processo de catalogação e pesquisa desde então. Além da biblioteca pessoal da historiadora, o acervo ainda conta com seus arquivos pessoais, que registram, além da produção científica, materiais como anotações de pesquisas, recordações de viagens, objetos pessoais e álbuns de fotografia.
O acesso ao material é feito na forma de consulta local, mediante solicitação. Também é possível realizar atendimento prévio via e-mail, bem com solicitar a reprodução digital de partes das obras disponíveis, mediante pagamento de taxa pelo serviço.

### Artigos
- Santos, Nádia Maria Weber (4 de setembro de 2019). «Apresentação do Acervo Sandra Jatahy Pesavento do IHGRGS (Instituto Histórico e Geográfico do Rio Grande do Sul)». Artelogie. Recherche sur les arts, le patrimoine et la littérature de l'Amérique latine (14). ISSN 2115-6395. doi:10.4000/artelogie.4184. Consultado em 30 de julho de 2021
- Santos, Nádia Maria Weber (2017). «Constituição e organização do acervo Sandra Jatahy Pesavento no IHGRGS». III Seminário Internacional História do Tempo Presente. ISSN 2237-4078. Consultado em 30 de julho de 2021

### Livros, teses e dissertações
- Silveira, Daniela (2008). "O passado está prenhe do futuro" : a escrita da história no Instituto Histórico e Geográfico do Rio Grande do Sul (1920-30) (Dissertação de mestrado). UFRGS
- Boeira, Luciana Fernandes (2009). Entre História e Literatura: a formação do Panteão Rio-grandense e os primórdios da escrita da História do Rio Grande do Sul no século XIX (Dissertação de mestrado). UFRGS
- Lazzari, Alexandre (2004). Entre a grande e a pequena pátria: literatos, identidade gaúcha e nacionalidade (1860-1910) (Tese de Doutorado). UNICAMP
- Silveira, Cássia (2008). Dois pra lá, dois pra cá : o Parthenon Litterario e as trocas entre literatura e política na Porto Alegre do século XIX (Dissertação de mestrado). UFRGS
- Campos, Vanessa Gomes de (2018). Inventário dos Institutos Históricos e Geográficos no Rio Grande do Sul : de guardiões da memória à custódia do patrimônio (PDF). Porto Alegre: Instituto Histórico e Geográfico do Rio Grande do Sul/Secretaria de Estado da Cultura, Turismo, Esporte e Lazer
- Santi, Álvaro (2004). Do Partenon à Califórnia: O nativismo gaúcho e suas origens. Porto Alegre: Editora da UFRGS. ISBN 978-85-7025-7260
- Laitano, José Carlos Rolhano (2016). História da Academia Rio-Grandense de Letras (1901-2016) e Parthenon Litterario (1868-1885) (PDF). Col: Coleção Metamorfose Acadêmica. Porto Alegre: Metamorfose. ISBN 978-85-68175-64-4
- Silveira, Cássia (2019). «Os intelectuais e a política no Rio Grande do Sul: conceitos e abordagens». In:  Neumann, Eduardo; Brandalise, Carla. O Rio Grande do Sul revisitado: novos capítulos. O Rio Grande do Sul revisitado: novos capítulos. Porto Alegre: Martins Livreiro

### Recursos digitais
- Instituto Histórico e Geográfico do Rio Grande do Sul (2020). «Quem somos». Consultado em 29 de julho de 2021
- Gloria, Rafael (30 de abril de 2020). «Instituto Histórico e Geográfico do Rio Grande do Sul completa 100 anos». Jornal do Comércio. Consultado em 29 de julho de 2021